# Транскрибиране
Транскрипция пренасочва насам.  За биологичния процес вижте Транскрипция (биология).
Транскрибирането или транскрипцията (на латински: transcriptio – преписване, презаписване) е процес за намиране на съответствие между звуковете на човешката реч и писмени символи, като се използва набор от стандартни правила, така че тези звукове да бъдат възпроизведени по-късно. Обикновено тези правила са организирани на фонетична основа и са съставени така че да бъдат максимално прости. Към стандартните системи за транскрибиране спадат Международната фонетична азбука (IPA) и нейния ASCII еквивалент SAMPA. Вижте също фонетично транскрибиране.

## Транскрибиране от един език на друг
Най-често транскрибирането се използва за предаване на звуковете на думи (обикновено собствени или географски имена, научни термини) или изрази от един език чрез средствата на графичната система (азбуката) на друг език. По този начин всеки, който говори втория език ще може да произнесе думата или израза почти правилно, понеже в оригиналния език може да има непознати звукове, които не могат винаги да бъдат предадени напълно точно.
Така например, при предаване на руски имена на български не се запазва знакът за мекост в края на думата или пред съгласна, понеже в български в тези позиции няма меки съгласни: Гоголь -> Гогол, Горький -> Горки.
Предаването на звуковата стойност на буквите, с които е написана дадена чужда дума се нарича транскрипция, за разлика от транслитерацията, при която се предава графически точно (буквално) чуждата дума. При транскрипцията се има предвид произношението на думата, а при транслитерацията – нейният буквен състав.
| Оригинал     | Транскрипция | Транслитерация |
| Isaac Newton | Айзък Нютън  | Исак Нютон     |
| Boccaccio    | Бокачо       | Бокачио        |
| Mickiewicz   | Мицкевич     | Мицкиевич      |

Понякога се използва и смесено предаване на думи или имена чрез транскрибиране и транслитериране, например в български руското неударено о не се предава с а и се пише Толстой, а не Талстой. Изключение правят руски думи, които са заети от разговорния език, например хазяин, хазяйка (<хозяин, хозяйка). Съгласната р в чужди (предимно) английски имена или думи, където в оригиналния език не се изговаря, на български се пише, например Джордж < George [dʒɔ:dʒ].
В някои случаи едни и същи думи или имена се транскрибират различно, поради наличие на различни системи. Например, българските имена се пишат в различни чужди езици по различен начин, въпреки че има стандартна система за транслитерация на български имена с латиница, като окончанието на фамилните имена на -ов/-ев се транслитерира с -ov/-ev или -ow/-ew или се транскрибира с -of/-ef или -off/-eff (например: Ivanov, Iwanow, Ivanof, Ivanoff; Penev, Penew, Penef, Peneff). Друг пример за различно транскрибиране се наблюдава при китайските имена: Beijing (по системата Пинин или Ханю пинин), Pei-Ching (по системата Уейд-Джайлс) или на български: Бейдзин, Пейчин и най-често Пекин
Вижте също Транскрипция на китайски имена, Транскрипция на руски имена.
| Руски текст                        | Борис Николаевич Ельцин         |
| Официална транслитерация (по ГОСТ) | Boris Nikolaevič El'cin         |
| Английска транскрипция             | Boris Nikolayevich Yeltsin      |
| Френска транскрипция               | Boris Nikolaïevitch Ieltsine    |
| Немска транскрипция                | Boris Nikolajewitsch Jelzin     |
| Италианска транскрипция            | Boris Nikolaevic Eltsin         |
| Холандска транскрипция             | Boris Nikolajewitsj Jeltsin     |
| Испанска транскрипция              | Borís Nikoláievich Yeltsin      |
| Португалска транскрипция           | Bóris Nicoláievitch Iéltsin     |
| Полска транскрипция                | Boris Nikołajewicz Jelcyn       |
| Румънска транскрипция              | Boris Nikolaevici Elţîn         |
| Гръцка транскрипция                | Μπορίς Νικολάγιεβιτς Γιέλτσιν   |
| Украинска транскрипция             | Борис Миколайович Єльцин        |
| Литовска транскрипция              | Borisas Nikolajevičius Jelcinas |
| Сръбска транскрипция               | Борис Николајевич Јељцин        |
| Унгарска транскрипция              | Borisz Nyikolajevics Jelcin     |
| Турска транскрипция                | Boris Nikolayeviç Yeltsin       |
| Корейска транскрипция              | 보리스 니콜라예비치 옐친        |
| Транскрипция на фарси              | بوریس نیکولایویچ یلتسین         |
| Арабска транскрипция               | بوريس نيكوليفتش يلتسن           |
| Транскрипция на иврит              | בוריס ניקולאייביץ' יילצין       |

Транскрибиране може да се прави и на езици, чиито писмени системи не са азбучни. Например, в един хонконгски вестник фамилията на Джордж Буш е транслитерирана с два китайски знака, които звучат като „Bou-sū“, „Боу-су:“ (布殊) и съответно означават „плат“ и „специален“. По подобен начин много думи от английски и други европейски езици са заети в японски и се транскрибират с катакана, една от японските сричкови азбуки.

### Езиково развитие на транскрибирани лексеми
След транскрибиране на дадена дума от един език с писмеността на друг език:
- единият или и двата езици може да се развият. Първоначалното съответствие между звуковете на двата езика може да се промени и по този начин произношението на транскрибираната дума да се развие в посока, различна от тази на оригиналното произношение.
- транскрибираната дума може да бъде заета в друг език със същата писменост. Това често води до различно произношение и правопис, различно от пряката транскрибиране.

Например, редица думи, заети в староруски от старобългарски по-късно биват заети обратно в новобългарски от църковнославянски или съвременния руски, след като са претърпели характерни за руския език фонетични промени (например: част < старобълг. чѧсть (дял); сравнете новобълг. чест, често; щадя < старобълг. штѧдѣти – пестя).
Плиоцен произлиза от гръцките думи πλεῖov (pleîon, „повече“) и καιvóς (kainós, „нов“),
които първоначално биват транскрибирани в латински като plion и caenus, а след това заети в други езици. Исторически, транскрибирането на гръцката <κ> чрез <c> в латински се отнася към времето, когато в латински <c> се е произнасяло като [k] във всяка позиция.
Когато този процес протече през няколко езика, може да доведе до неузнаваема промяна на оригиналното произношение. Един древен пример за това е санскритската дума dhyāna, която в будистките ръкописи бива транскрибирана на китайски като Ch'an. Ch'an (禪 Зен будизъм) бива транскрибирана в японски като ゼン (zen) и оттам в английски като Zen. От dhyāna до Zen се получава доста голяма промяна.
Друг сложен проблем е промяната, настъпваща след „предпочитана“ транскрипция. Например, китайската дума 道, описваща китайска философия или религия, бива популяризирана първоначално като тао с добавена наставка -изъм – оттук се получава таоизъм. Тази транскрипция е според системата Уейд-Джайлс.
Според съвременната транскрипция Пинин тази дума се изговаря дао и оттук – даоизъм. (Вижте също Таоизъм или даоизъм).

## Медицинско транскрибиране
Медицинско транскрибиране или медицински рапорт са гласови файлове, бележки взети по време на лекция или другаде, които могат да бъдат и диктувани по време на лекция (ако произношението на медицинската терминология затруднява), които също така могат да бъдат качени (uploaded) в интернет в дигитален формат или да бъдат обменяни чрез смарт приложения на телефони за медицинските студенти.